# Pteris trachyrachis
Pteris trachyrachis är en kantbräkenväxtart som beskrevs av Carl Frederik Albert Christensen. Pteris trachyrachis ingår i släktet Pteris och familjen Pteridaceae. Inga underarter finns listade.